# Ismaïl Pacha al-Azem
Ismaïl Pacha al-Azem était gouverneur de la province de Damas de 1725 à 1730. Pacha est un titre de fonction.

## Biographie
En mars 1719, la gouvernance des districts de Homs, Hama et Maarat al-Nouman fut attribuée pour sept ans à « Ismâʿîl Aghâ al-ʿAẓm », à condition qu'il repeuplât les villages et restaurât l'ordre public. Ayant fait ses preuves, il fut promu au rang de gouverneur de la province de Damas en 1725.
Ismaïl est le fondateur de la lignée al-Azem qui occupe de hautes charges en Syrie ottomane et en Égypte jusqu'en 1807 ; contrairement à d'autres dignitaires provinciaux, les al-Azem n'ont jamais cherché à se rebeller contre le sultan.